# Dicranum yakushimense
Dicranum yakushimense är en bladmossart som beskrevs av Kyuichi Sakurai 1952. Dicranum yakushimense ingår i släktet kvastmossor, och familjen Dicranaceae. Inga underarter finns listade i Catalogue of Life.